# Zbigniew Bobak
Zbigniew Bronisław Bobak (ur. 24 stycznia 1931 w Zuszycach, zm. 20 lipca 2025 w Zgorzelcu) – polski polityk, nauczyciel, poseł na Sejm X kadencji.

## Życiorys
Ukończył w 1953 studia na Uniwersytecie Wrocławskim. Był zatrudniony m.in. jako nauczyciel matematyki w Liceum Ogólnokształcącym im. Braci Śniadeckich w Zgorzelcu. W latach 1961–1966 pełnił funkcję dyrektora Technikum Górniczo-Energetycznego w tym mieście, został usunięty z niej z powodów politycznych. Pracował później w Kopalni Węgla Brunatnego „Turów”.
Na początku lat 80. zaangażował się w działalność „Solidarności”. Reprezentował dolnośląskie struktury związku na I Krajowym Zjeździe Delegatów w Gdańsku. Po wprowadzeniu stanu wojennego został internowany na ponad trzy miesiące. Później pracował jako robotnik budowlany.
W 1989 uzyskał mandat posła na Sejm kontraktowy. Został wybrany w okręgu bolesławieckim jako kandydat bezpartyjny z ramienia Komitetu Obywatelskiego. Zasiadał w Komisji Samorządu Terytorialnego oraz w Komisji Samorządu Terytorialnego, Gospodarki Przestrzennej i Komunalnej. Należał do Obywatelskiego Klubu Parlamentarnego, z którego przeszedł do Unii Demokratycznej.
Po zakończeniu kadencji współtworzył Fundację Ochrony Środowiska Rejonu Zgorzelecko-Bogatyńskiego. W latach 90. przeszedł na emeryturę. Działał nadal w Unii Wolności i Partii Demokratycznej – demokraci.pl. W 1993 i 1997 bez powodzenia kandydował do parlamentu, a w 2006 ubiegał się o mandat radnego powiatu zgorzeleckiego.
Był brydżystą z tytułem mistrza regionalnego.

## Odznaczenia
W 2012 prezydent Bronisław Komorowski odznaczył go Krzyżem Oficerskim Orderu Odrodzenia Polski.